# Les Inepties stupides de Léon Letigre
Les Inepties stupides de Léon Letigre est un « Roman à suivre » de Greg (texte) et Dany (illustrations) publié dans l'hebdomadaire Pilote durant six semaines, soit du numéro 436 (29 février 1968) au numéro 441 (4 avril 1968).

## Source
Certaines informations proviennent de :
- (fr) « Les Inepties stupides de Léon Letigre »(Archive.org • Wikiwix • Archive.is • Google • Que faire ?), sur bdoubliees.com (consulté le 2 novembre 2008)